# خميس الزهراني
خميس الزهراني لاعب كرة قدم سابق
هو خميس بن محمد الكناني الزهراني مواليد 1976 في مدينة الطائف بالسعودية.
لاعب وسط سابق في نادي نادي الاتحاد السعودي والمنتخب السعودي, اشتهر بلقب بيكاسو وهو رسام عالمي، وذلك لانه مميز في الملعب ويتقن التمريرات والمراوغة.

## مسيرة خميس الزهراني الكروية
بدأ خميس لعب كرة القدم من خلال حواري مدينة الطائف وفي إحدى الدورات الرياضية في مدينة الطائف شاهده عضو شرف الاتحاد اللواء صالح سنبل وخالد البراق وأعجبا بمستواه ومن ثم بدأت المفاوضات للانتقال للاتحاد.
وكان أثناء ذلك حريصاً على إكمال دراسته في مدينة جدة وتأمين سكن مناسب وتم كل هذا ليلعب في صفوف شباب الاتحاد عام 1415هـ.
في عام 1416هـ قام المدرب البرازيلي الشهير كامبوس بتصعيد من درجة الشباب إلى الفريق وأشركه في لقاء ضمن الدوري الممتاز أمام الشباب، خسر الفريق الاتحادي المواجهة بـ2-1 ولكنه كسب لاعب واعد كان قد سجل الهدف الوحيد للعميد.
تلك المباراة كانت انطلاقة «بيكاسو الكرة السعودية» حيث ظهر بمستوى مميز للغاية، ويقول الكثير من الاتحاديين أن الفريق لم يكن يقدم كرة رائعة قبل ذلك العام نظراً لتواجد لاعب مميز يربط بين خطوط الفريق.
في عام 1417هـ وجد المدرب الجديد البلجيكي ديمتري كنز في وسط الملعب، حوله من مجرد لاعب فنان ينثر الإبداع في الملعب إلى لاعب متكامل يصنع ويسجل يهاجم ويدافع ويراوغ ويناور، وانتهى ذلك العام بانتهاء صيام الاتحاد عن البطولات وحقق الثلاثية التاريخية.
انضم بعد ذلك خميس إلى المنتخب الأول وهو في سن لم يتجاوز 20 عاماً حيث كان ذلك في كأس آسيا 96 بالإمارات والتي فاز بها المنتخب السعودي ولكن خميس لم يشارك نظراً لوفرة النجوم الكبار في خط الوسط إضافة لصغر سنة.
في عام 1418هـ لم يظهر خميس بالمستوى الذي ظهر به في العامين الماضيين كما هو الحال مع جميع لاعبي الفريق حيث خرج الاتحاد خالي الوفاض ولكنه عاد بقوة في عام 1419 والذي سمي بموسم خميس الزهراني الذي قاد فيه الفريق لتحقيق اربع بطولات مابين محلية وخارجية.
استمر خميس الزهراني باللعب مع الاتحاد حتى تعرض لاصابة بالغة وهي قطع في الرباط الصيبي عام 1421هـ وهي من تسببت في غيابه الطويل قبل ان يعود لينثر ابداعه من جديد ثم أعلن عام 1426هـ اعتزال الكرة وهو في سن لم يتجاوز 30 عاماً وحقق خلال مسيرته مع الاتحاد على 17 بطولة.
عمل بعد ذلك خميس في القطاعات السنية بالنادي وأيضا في المنتخبات السعودية، وهو للعلم حاصل على شهادتي البكالوريوس والماجستير.

## اسهاماته مع الاتحاد
- بطولة الدوري السعودي خمس مرات أعوام 1417هـ و1419هـ و1420هـ و1421هـ و1423هـ
- كأس ولي العهد ثلاث مرات أعوام 1417هـ و1421هـ و1424هـ
- كاس الاتحاد السعودي مرتين 1417هـ و1419هـ
- كأس الخليج عام 1419هـ
- كأس آسيا للاندية ثلاث مرات 1419هـ و1424 و1425هـ
- كأس العرب للاندية مرة عام 1424هـ.
- كأس السوبر السعودي المصري مرتين 1421هـ و1424هـ

## اسهاماته مع المنتخب
- تحقيق كأس آسيا 96 بالإمارات